# Transportes Públicos de Lamego

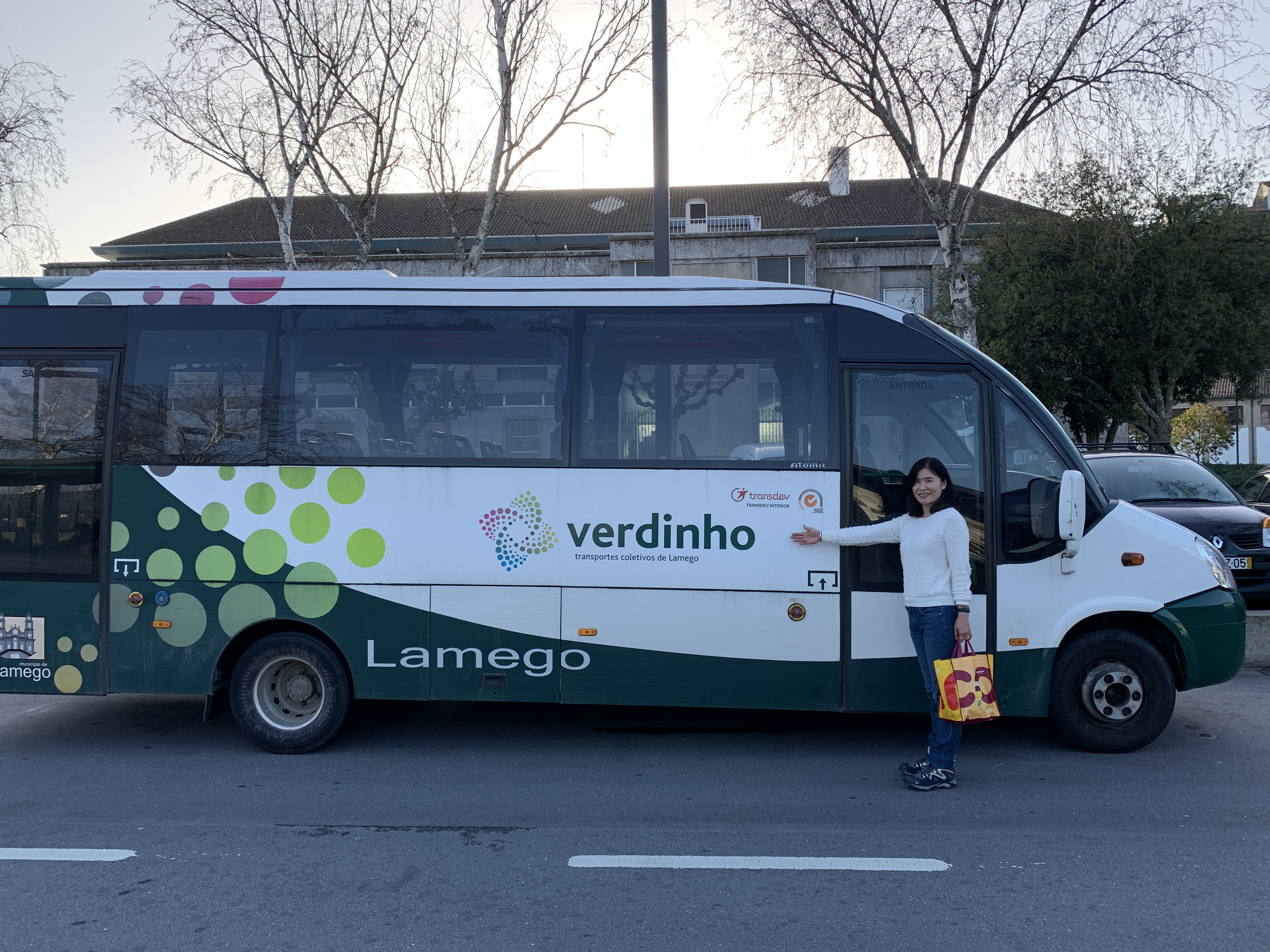
Autocarro da Transdev ao serviço da Rede "Verdinho" (2020)

A rede de Transportes Públicos de Lamego, é operada pela Vale do Ave Transportes, Lda (desde janeiro de 2025 e com a duração prevista de 10 anos). Esta rede assegura os Circuitos Urbanos (os já conhecidos "Verdinhos") e 12 linhas municipais (todas operados anteriormente pela Rodonorte), que fazem a ligação entre a Central de Camionagem (no centro da cidade de Lamego) às demais sedes de freguesia do concelho.
A Vale do Ave Transportes, Lda, foi contratada através de um concurso público com o objetivo de encontrar um Operador para a rede de Transportes Públicos de Lamego.
Os percursos, paragens e horários podem ser consultados no site da Câmera Municipal de Lamego, ou no site que a Vale do Ave Transportes criou para a esta operação.
O Munícipio de Lamego, no final de 2024, também procedeu À instalação de PIP (Painéis de Informação ao Público) de modo a informar os passageiro, sobre os detalhes do serviço (tempo de espera por cada e linha, e qual o destino desta, entre outras) de modo a, com a instalação do novo operador, conseguir estar mais próximo do passageiro.

### Linhas de operação
| Linha | Designação                         | Percursos |
| ----- | ---------------------------------- | --------- |
| 1     | Linha Azul                         | ↺         |
| 2     | Linha Amarela                      | ↺         |
| 3     | Linha Rosa                         | ↺         |
| 4     | Linha Verde                        | ↺         |
| 5     | Linha Vermelha                     | ↺         |
| 101   | Lamego - Rio Bom (via Portela)     | ↓↑        |
| 102   | Lamego - Sobre Igreja              | ↓↑        |
| 103   | Lamego - Régua                     | ↓↑        |
| 104   | Lamego - Perafita (via Mazes)      | ↓↑        |
| 105   | Lamego - Parada do Bispo           | ↓↑        |
| 106   | Lamego - Lanhosa (via Juvandes)    | ↓↑        |
| 107   | Lamego - Meijinhos                 | ↓↑        |
| 108   | Lamego - Macieira                  | ↓↑        |
| 109   | Lamego - Bigorne                   | ↓↑        |
| 110   | Lamego - Várzea de Penajóia        | ↓↑        |
| 111   | Lamego - São Geão                  | ↓↑        |
| 112   | Lamego - Ferreiriom (via Vila Meã) | ↓↑        |

As linhas compostas por um único algarismo, são as linhas Urbanas, que circulam no centro da Cidade de Lamego, e em algumas zonas contíguas. Já as linhas compostas por três algarismos, são as chamadas linhas Municipais, que fazem ligação entre Lamego e as várias freguesias do concelho (com exceção da linha 103 que faz ligação à estação ferroviária de Peso da Régua.